# Margreet Kamp
Margaretha Maria Hendrika (Margreet) Kamp (Borne, 22 juni 1942 – Amsterdam, 6 oktober 1998) was een Nederlandse woordvoerster en politica voor de Volkspartij voor Vrijheid en Democratie (VVD).

## Levensloop
Na de sociale academie te Enschede studeerde Kamp pedagogiek en andragogie aan de Rijksuniversiteit Groningen. Ze begon haar carrière als maatschappelijk werkster. Daarna was ze parttime docente en beleidsmedewerkster bij de Centrale Raad voor Gezinsverzorging. Van 1979 tot 1982 was Kamp het hoofd van de afdeling Zorgverlening bij de Nationale Kruisvereniging. Van 11 november 1982 tot 19 mei 1998 was ze lid van de Tweede Kamer der Staten-Generaal. Ze was tevens woordvoerster van onderwijs, volksgezondheid, welzijnsbeleid en natuurbeleid van de VVD-Tweede-Kamerfractie.

## Partijpolitieke functies
- Lid van het bestuur van de VVD afdeling Lexmond/Vianen
- Lid van het bestuur van de VVD Kamercentrale Dordrecht
- Voorzitter van de landelijke VVD-commissie Welzijn-Volksgezondheid
- Lid van de VVD-commissie Maatschappelijke Ontwikkeling

## Ridderorden
- Ridder in de Orde van Oranje-Nassau, 18 mei 1998